# Batalha de Pilsen

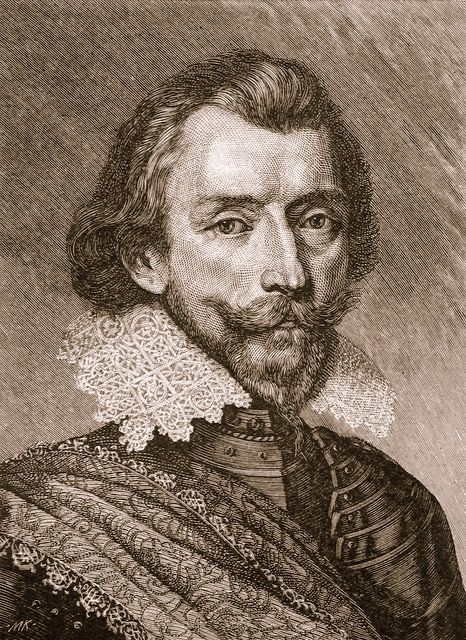
Ernst von Mansfeld

O Cerco de Pilsen (ou Plzeň) ou Batalha de Pilsen foi um cerco da fortificada cidade de Pilsen, no Reino da Boêmia, efetuado por forças  protestantes da Boêmia e do Eleitorado do Palatinato, lideradas por Ernst von Mansfeld. Esta foi a primeira principal batalha da guerra dos 30 anos. A vitória protestante e subsequente captura da cidade estimularam ainda mais a revolta boêmia.